# Aeropuerto de Málaga-Costa del Sol
El Aeropuerto de Málaga (IATA: AGP, OACI: LEMG), denominado oficialmente Aeropuerto de Málaga-Costa del Sol, es un aeropuerto español situado en Málaga, en el distrito de Churriana, a ocho kilómetros del centro de la ciudad. De los tres que participaron en la primera ruta aérea (Toulouse-Barcelona-Alicante-Málaga-Casablanca), establecida en España en 1919 por la empresa francesa fundada por Pierre Latécoère, Lignes Aeriennes Latécoère, es el único que ha seguido operando de forma continuada, convirtiéndose por tanto en el decano de los aeropuertos españoles.
En la actualidad, ocupa el primer puesto en Andalucía, el cuarto en cuanto a volumen de tráfico entre los aeropuertos de España, cuarto de la península ibérica, y el puesto decimoctavo en la Unión Europea. En 2024 alcanzó los 24 923 774 de pasajeros, cifras que lo sitúan como la gran puerta de entrada del turismo no solo para la Costa del Sol sino para toda Andalucía, ya que representa en torno al 80 % de todo el tráfico internacional de la comunidad y, sobre todo, el único que ofrece actualmente un amplio abanico de destinos junto con el de Sevilla, si bien este último en menor medida. Debido al gran incremento del tráfico aéreo en el aeropuerto, recientemente se ha construido una nueva terminal y una nueva pista de aterrizaje (pista 12/30). De esta forma, el aeropuerto de Málaga ya cuenta con dos pistas de aterrizaje/despegue, lo que permite que se le pueda asignar a cada una solo una función (o pista solo para despegues, o pista solo para aterrizajes), agilizando el tráfico.
En el aeropuerto operan más de sesenta compañías aéreas que enlazan diariamente con veinte ciudades españolas y más de cien ciudades de Europa, fundamentalmente con Reino Unido, centro Europa y los países nórdicos, pero también con las principales ciudades de Europa del Este (Moscú, San Petersburgo, Budapest, Sofía, Varsovia, Riga o Bucarest); con el Norte de África; con Oriente Medio (Riad, Yeda y Ciudad de Kuwait); y con Norteamérica (Montreal).

## Historia
El 9 de marzo de 1919, un avión Salmson 2a2 toma tierra en la parcela de "el Rompedizo". En el avión viaja Pierre Latécoère, el cual tiene por objetivo crear una aerolínea comercial que una Francia con sus colonias, pasando por España. Finalmente, y después de algunos vuelos más, el 1 de septiembre de 1919, Didier Daurat, primer director del aeródromo de Málaga, inaugura la primera aerolínea comercial Toulouse-Casablanca y por ende el campo de aviación de Málaga.
En 1936, el aeropuerto pasa a ser Base Aérea. En febrero de 1937, se crea la Escuela de Especialistas del Ejército del Aire con objeto de capacitar especialistas (mecánicos, radiotelegrafistas, armeros, etc.) y en 1939 se crea la Escuela de Observadores que estaría funcionando hasta 1957.
El 12 de julio de 1946, vuelven los operadores civiles a la base aérea, abriéndose el tráfico nacional e internacional (ya estaba abierto desde 1938 de forma exclusiva a la compañía italiana Ala Littoria), aunque los servicios de pasajeros se atienden en la base aérea hasta la creación, dos años después, de la estación civil de pasajeros.
El 20 de octubre de 1959, aterrizó un avión bimotor de hélice modelo Convair 440, de la compañía aérea finlandesa Karair, procedente de Helsinki y tras haber hecho escala en Suecia, inaugurando así la pista internacional en renovación de la nacional existente de tierra.
En 1960, se empieza realizar una profunda modernización de las instalaciones, ampliándose la pista del aeropuerto, construyéndose una calle de rodaje paralela a la principal y creándose una nueva terminal en el centro geométrico del campo de aviación, la cual se inaugura el 29 de enero de 1968.
A causa del creciente aumento de vuelos no regulares, se decide la creación de una terminal para estos menesteres. La nueva terminal, que se denominaría "Estación modular para tráfico no regular", se inaugura el 30 de junio de 1972.
En 2011, el aeropuerto se convierte en sede de la compañía Helitt Líneas Aéreas, y en base operativa de Ryanair, Vueling y Norwegian posteriormente.
Se denominó oficialmente Aeropuerto de Málaga hasta el 6 de junio de 2011, fecha en la que el Ministerio de Fomento ante las presiones del Ayuntamiento de Málaga decide cambiar el nombre oficial por el de Aeropuerto de Málaga-Costa del Sol. No obstante, el cambio no se aplicó a la información aeronáutica del aeropuerto hasta unas semanas después, el 30 de junio; antes continuó siendo Aeropuerto de Málaga para fines técnicos y de navegación aérea.

### Ampliación

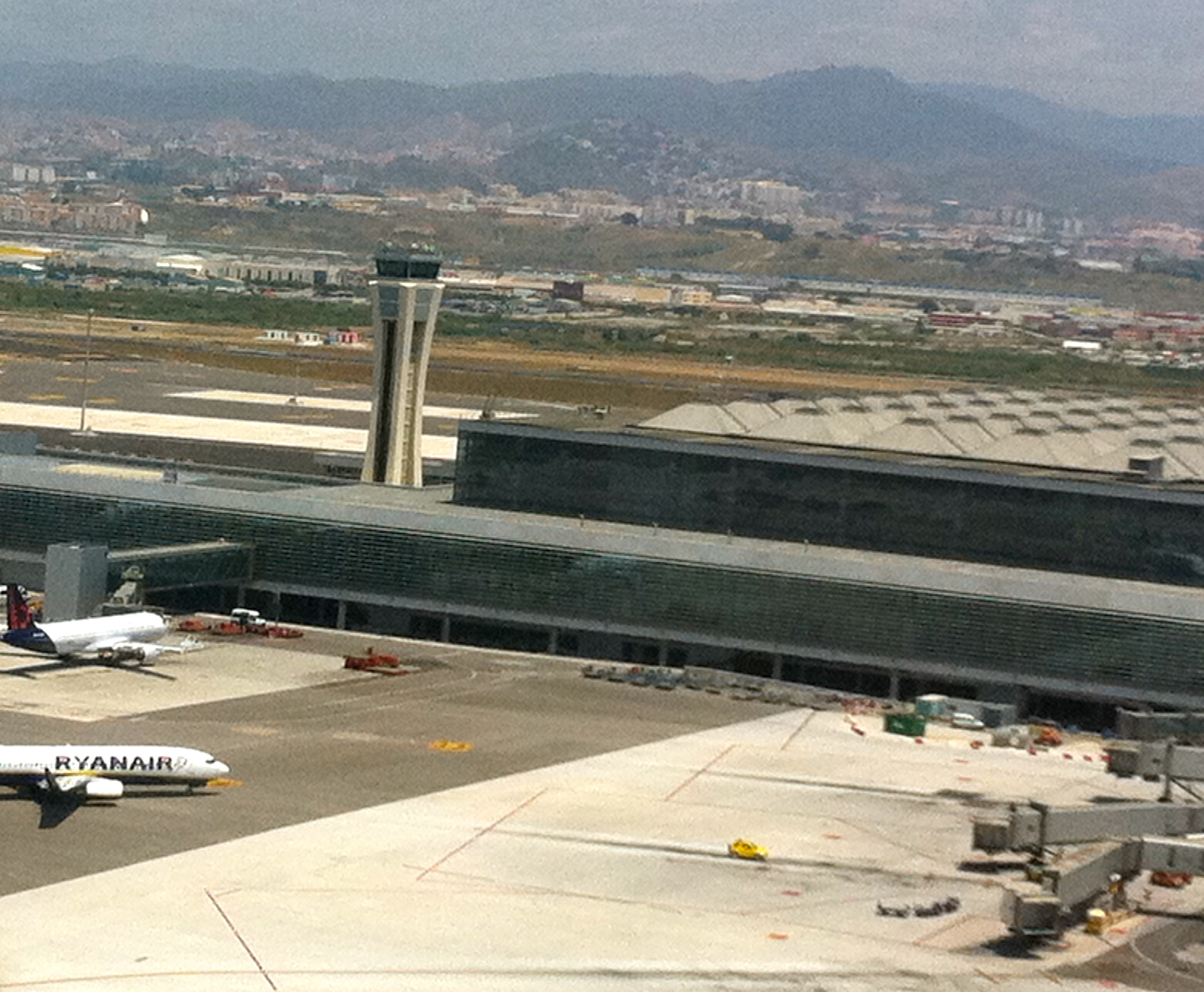
Vista de la torre de control y de las terminales.

Tras la construcción de estas instalaciones el aeropuerto es ampliado sucesivamente hacia el norte formando las terminales T1, T2 y T3.
La segunda pista de vuelo fue inaugurada en junio de 2012. Con orientación noroeste-sureste, está ubicada en la vega de la desembocadura del río Guadalhorce, donde los vientos que circulan siguen la línea de pista solo invirtiendo el sentido, esto favorece el suave despegue y aterrizaje porque el plano vectorial de vuelo y la prolongación de la línea de los neumáticos es muy aproximada. Tiene una orientación que difiere en 14.º la de la otra pista, lo que permite que una pista sea utilizada de manera independiente para despegues mientras la otra se utilice para aterrizajes, no pudiendo ser ambas utilizadas simultáneamente para operaciones de despegue-aterrizaje, además de disponer de 2.750 metros de longitud para el aterrizaje y 3.090 metros para las maniobras de despegue.
Las obras de ampliación continuaron tras la inauguración de la terminal T3 y de la segunda pista, hasta doblar la capacidad operativa que el aeropuerto tenía en los años 2000, llegando a los 35 millones de pasajeros al año. Todas estas actuaciones fueron planeadas en el Plan Director del Aeropuerto de Málaga. En 2013, se completó la ampliación y reforma del aeropuerto, se calcula que de esta infraestructura dependerá alrededor del 31,5 por ciento del VAB de la provincia de Málaga y el 7 por ciento del VAB andaluz, con una producción de 24.311 millones de euros y un total de 335 500 empleos directos e indirectos, según las conclusiones de un informe elaborado por Analistas Económicos de Andalucía y editado por la Fundación Ciedes sobre el aeropuerto, que se enmarca en el segundo Plan Estratégico de Málaga.
En mayo de 2014, entró en servicio un nuevo sistema GBAS, siendo el primer aeropuerto del país en ofrecer máxima precisión en operaciones RNAV.
Por otra parte, en abril de 2014 se puso en servicio el acceso sur que conecta con la MA-20, con mayor capacidad que el actual, a través de la MA-23. Antes solo contaba con el acceso desde la MA-21, a través de la N-348 (Avda. Comandante García Morato).

## Código AGP
El código IATA de un aeropuerto se suele corresponder con el nombre de la ciudad (Madrid: MAD, Barcelona: BCN), al menos en sus dos primeras letras (Sevilla: SVQ, Granada: GRX). Sin embargo, en el caso del aeropuerto de Málaga este código es «AGP», lo que se sale bastante de lo habitual en la asignación de este código. Esto se debe a que por la gran cantidad de aeródromos existentes en el mundo, todos los códigos relacionados con el nombre de la ciudad ya estaban asignados a otros aeropuertos, por lo que fue necesario utilizar las letras 4.ª y 5.ª («AG») y el usual tercer dígito del final del alfabeto para evitar confusiones, en este caso «P».[cita requerida]
Igualmente, la introducción del término "Costa del Sol" en la denominación del aeropuerto en junio de 2011 va acompañada de una propuesta para cambiar el código IATA existente por el de SOL. Esta propuesta se basa en intereses de promoción y reconocimiento turístico de la marca y es más específica con la denominación territorial que el existente de AGP, que no se ajusta a las iniciales toponímicas. Sin embargo este código también está ya ocupado y utilizado por otro aeropuerto por lo que difícilmente se cambiará el código IATA.

## Terminales
Las terminales del 1, 2 y 3 se encuentran conectadas entre sí sin necesidad de salir al exterior. En la configuración normal del aeropuerto todos los pasajeros comerciales tienen que pasar por la terminal 3, donde se encuentra el único control de seguridad, aunque los controles de las terminales 1 y 2 se conservan para ser utilizados en caso de congestión excesiva de la terminal 3.

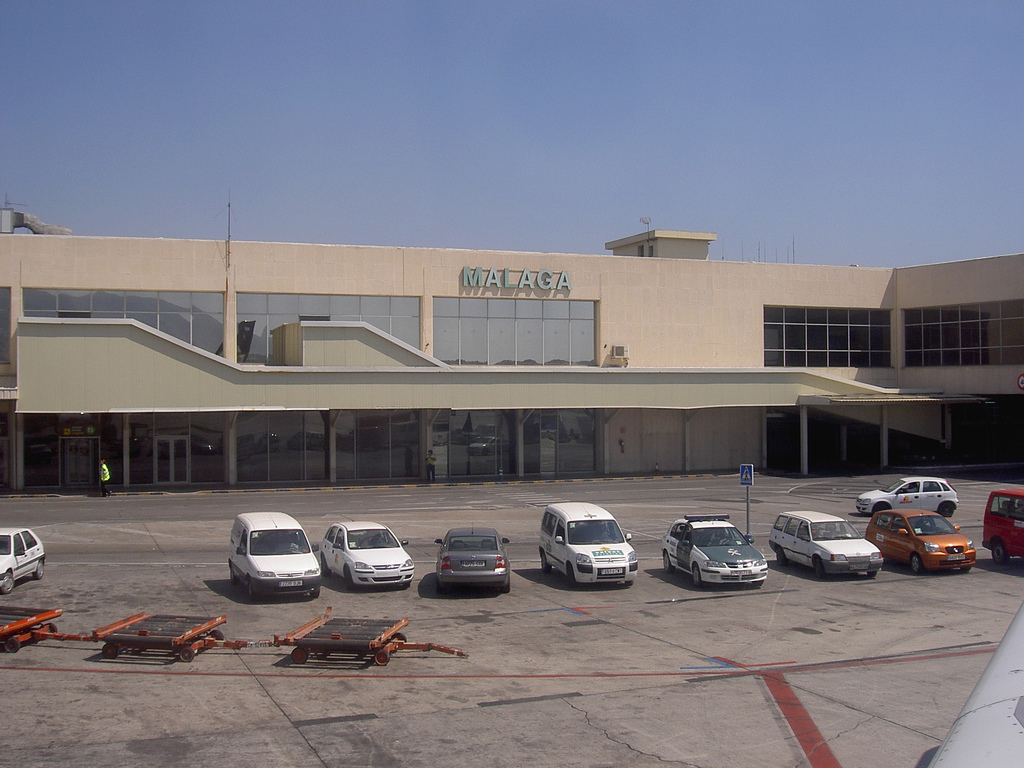
Terminal 1 desde el lado aire.

### Aviación general
Es una pequeña terminal, situada al sur del aeropuerto, que tiene como objetivo los pasajeros de vuelos privados y de aviación general. Tras la terminal se encuentra una plataforma donde estacionan los aviones de menor tamaño. Es la única terminal independiente del resto.
Anteriormente la estación civil de pasajeros construida en los años 40 y ahora convertida en museo, daba servicio a este tipo de vuelos.

### Terminal T1
Fue la terminal que recibió a la mayoría de turistas que conformaron la gran expansión de la Costa del Sol en los años 60 y 70. Se compone de las sucesivas remodelaciones de la terminal construida en los años 60.
Actualmente no dispone de puertas de embarque, tan solo dispone de hall de salidas con mostradores de facturación y hall de llegadas.
La inauguración de las terminales T2 y T3 ha provocado el trasvase de vuelos a las nuevas terminales y ha dejado a esta terminal como la menos utilizada entre las terminales comerciales.
Actualmente, se encuentra apartada de la operativa y cerrada al público por motivos de ahorro energético y de costes de explotación, a la espera de que el crecimiento en el número de pasajeros requiera de su reapertura.

### Terminal T2 (Pablo Ruiz Picasso)

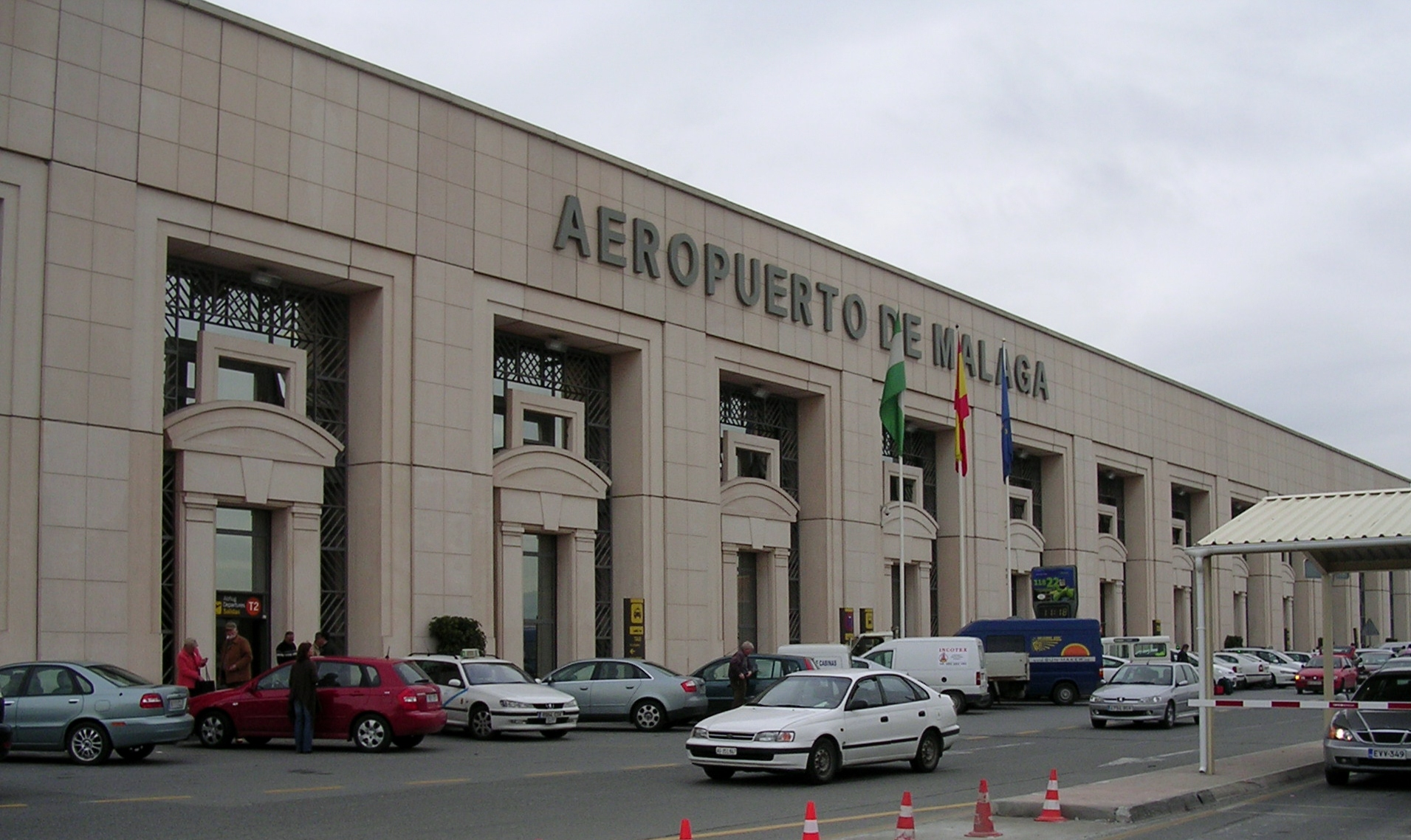
Fachada exterior de la Terminal 2 Pablo Ruiz Picasso.

El aumento constante del número de pasajeros obliga a realizar trabajos de ampliación que culminan con la inauguración el 30 de noviembre de 1991 de la segunda terminal. El ayuntamiento de Málaga bautiza a la nueva terminal como terminal Pablo Ruiz Picasso. La nueva terminal, diseñada por Ricardo Bofill, es mucho más grande que la anterior y permite admitir a una cantidad de vuelos y pasajeros mucho mayor.
La ampliación continúa con otras actuaciones, como la construcción en 1995 de un aparcamiento de vehículos o la inauguración en 2002 de la nueva y moderna torre de control.
La terminal dispone de dos muelles de embarque, perpendiculares al edificio principal. El muelle B es el más cercano a la terminal 1, destinado principalmente a vuelos no-Schengen no-UE. Dispone de 7 pasarelas y de 4 puertas de embarque adicionales destinadas al embarque a pie. A este se une el muelle C, destinado cuando operaba como parte de la terminal Pablo Picasso a todos los vuelos no-Schengen, por lo que para acceder a él era necesario pasar un control de pasaportes. Con las obras de construcción de la terminal 3 una parte de este dique queda como pasillo de unión entre ambas terminales, mientras la parte destinada a embarque continúa como tal con una pequeña remodelación. Al estar en la unión de las terminales y ser remodelado, a veces se le considera parte de la terminal T3. Dispone de 7 pasarelas y mantiene el control de pasaportes, aunque los vuelos Schengen y no-Schengen se distribuyen por todo el aeropuerto. 6 filtros de seguridad (5 dobles) están disponibles cuando la afluencia de pasajeros lo requiere.
En marzo de 2018, Aena adjudicó las obras de remodelación de la terminal 2 por 6,2 millones de euros, que tendrán un plazo de ejecución de 20 meses y servirán para modernizar la terminal y ajustar la estética a la de la terminal 3.

### Terminal T3

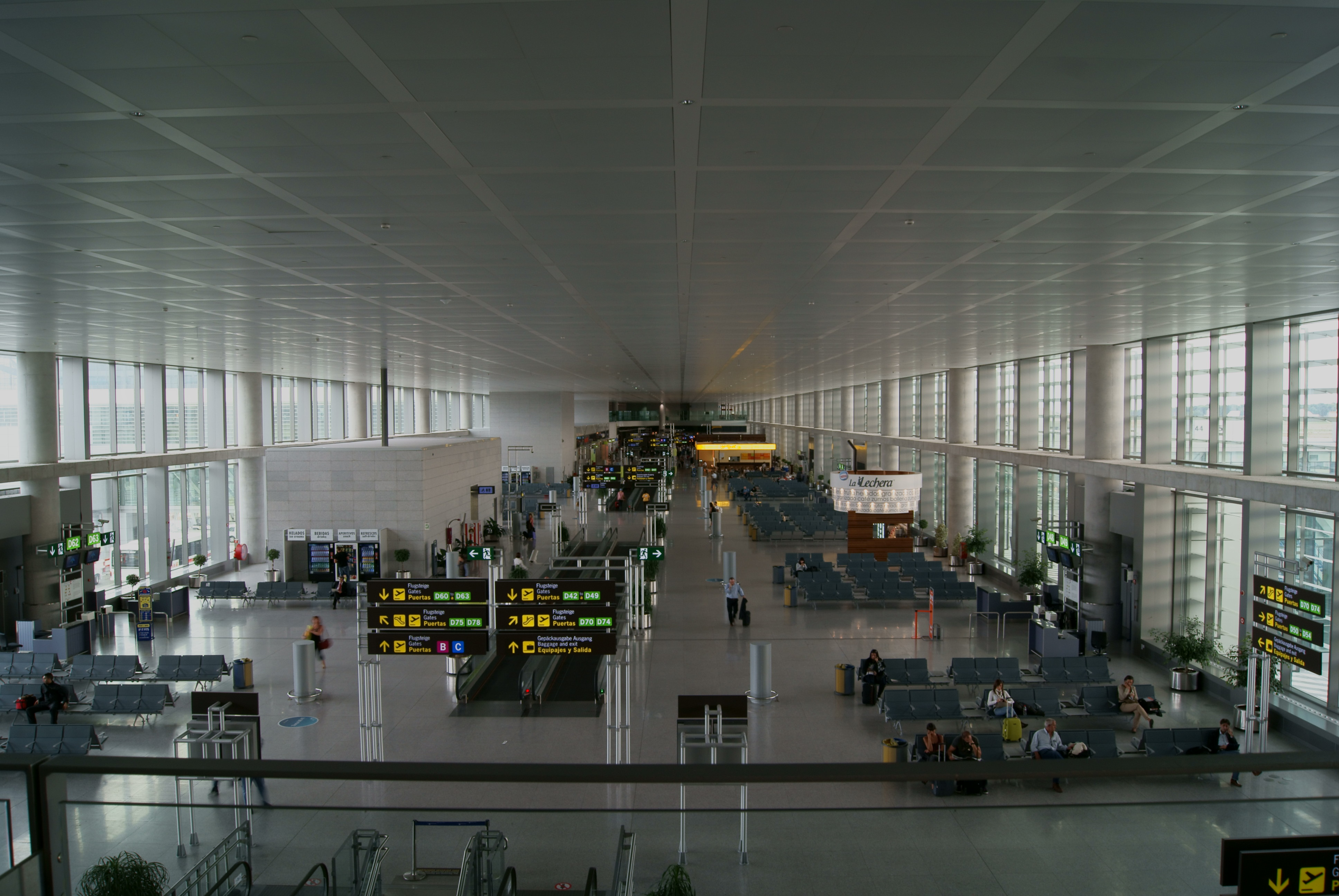
Dique D, construido como parte de la terminal T3.

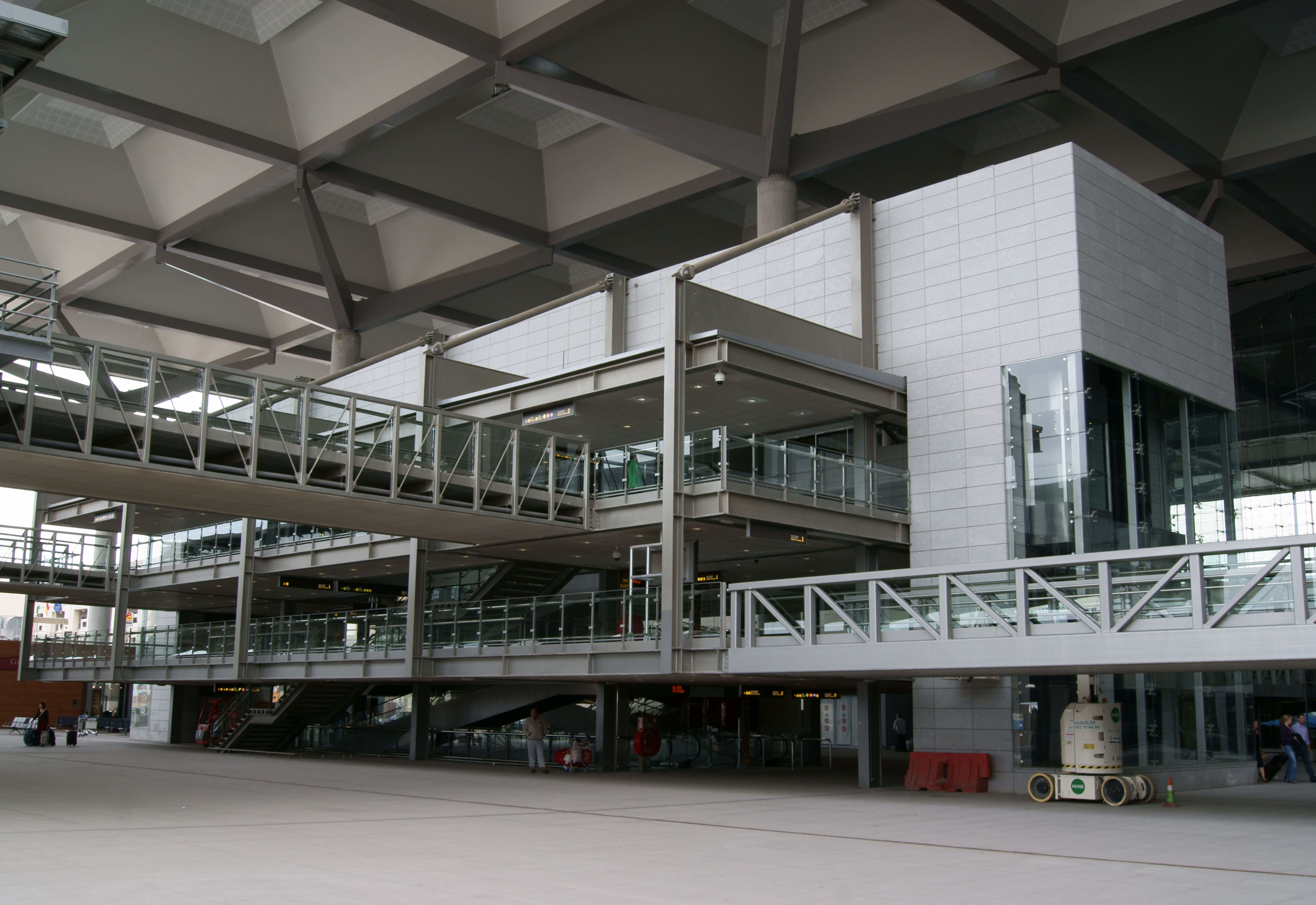
Intercambiador de transportes. Cada pasarela se dirige a un medio de comunicación.

La nueva terminal T3, diseñada por el arquitecto Bruce S. Fairbanks, se edifica a continuación de la terminal Pablo Picasso por su fachada norte. Con este diseño, se consigue integrar los tres terminales bajo la concepción de terminal única para que los usuarios puedan realizar un tránsito sencillo y más funcional.
Fue inaugurada el 15 de marzo de 2010 por los reyes de España, Juan Carlos I y Sofía de Grecia, y algunos políticos. La nueva terminal tiene 250 000 m² aproximadamente, aunque la superficie del proyecto incluidas otras edificaciones que forman parte del mismo como por ejemplo el edificio de aparcamiento P1, alcanza en total 350 000 m² . Su construcción se divide en varios módulos construidos al unísono:
- Un edificio procesador, que compone el núcleo principal de la T3 y es el que conecta con la T2. Tiene 225 metros de longitud fachada en el lado tierra, y se destina al vestíbulo de facturación, de casi 20 000 metros cuadrados, y la sala de recogida de equipajes. En el nivel de salidas, cuenta con 86 mostradores (2 de ellos para equipajes especiales) distribuidos en dos áreas y 15 máquinas de autofacturación. Una zona de control de seguridad centralizado, con 12 filtros de seguridad (9 dobles), da paso a una gran plaza comercial que lleva los diques de embarque. El nivel de llegadas cuenta con 11 hipódromos de recogida de equipajes (9 Schengen y 2 no Schengen) y 1 hipódromo de recogida de equipajes especiales. En el resto de plantas se ubican las oficinas y el nuevo SATE (Sistema Automatizado de Tratamiento de Equipajes), cuya capacidad de procesamiento es de 7 500 equipajes/hora, con un tiempo de proceso de 3 minutos aproximadamente.
- El dique D, de 240 metros de largo, que continúa el resto de terminales hacia el norte en paralelo a la pista y en perpendicular a los diques B y C. Tiene 20 puertas de embarque, 12 permiten acceder a las aeronaves mediante pasarelas telescópicas y 8 para embarque remoto. En total, unos 10 300 metros cuadrados que nacen en el edificio procesador previo. Las puertas están destinadas tanto a tráfico Schengen como no-Schengen. Las 4 puertas del extremo del dique tienen uso flexible para tráfico no- Schengen.
- Un intercambiador de transportes, situado en una plaza cubierta en la puerta del edificio procesador. Es un edificio del que salen varias pasarelas que conectan todos los transportes del aeropuerto. Este nudo de comunicaciones es una pieza clave del éxito del futuro aeropuerto, ya que facilita la conexión de diferentes modos de transporte y fomenta la movilidad global y, por tanto, el crecimiento del aeropuerto. De esta forma, el pasajero puede acceder cómodamente al medio de transporte que prefiera a través de una estación de autobuses, la zona de taxis, pasarelas hacia los aparcamientos de vehículos particulares P1 y P2 y una nueva estación de ferrocarril, donde llega la línea C-1 de Cercanías Málaga-Fuengirola. Con el intercambiador, el aeropuerto de Málaga se convierte en uno de los aeropuertos pioneros en fomentar la intermodalidad en el transporte.

### Terminal de carga
Se construyó al norte del resto de terminales en los años 90, tras la inauguración de la terminal Pablo Ruiz Picasso. Recientemente fue derribada para construir la ampliación del campo de vuelos y sustituida por otra en la zona norte.

## Futuros accesos

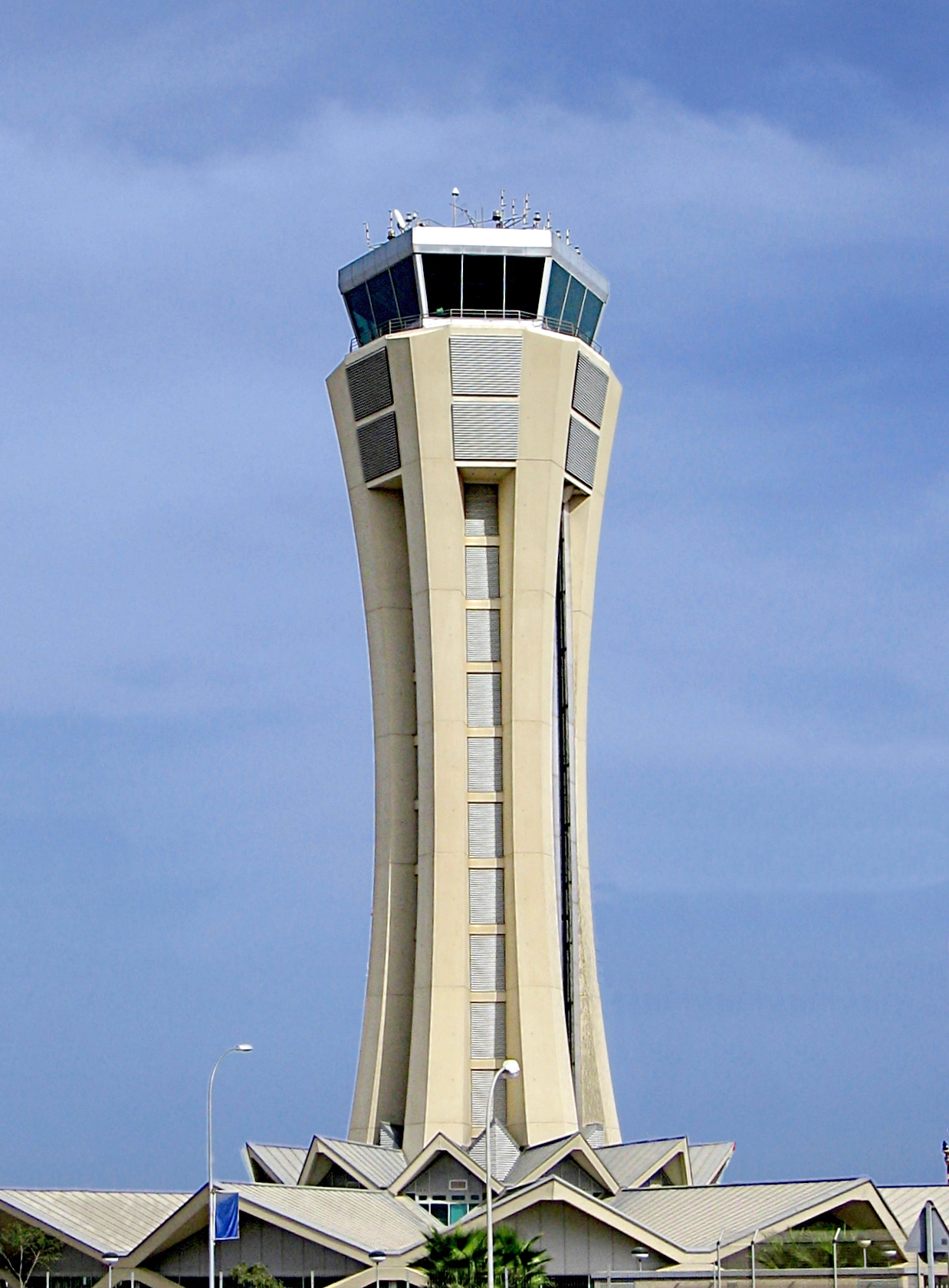
Torre de control de AGP.

Actualmente se trabaja en la finalización de un nuevo proyecto de acceso norte que conectará con la hiperronda de Málaga, las obras de dicho acceso se prevé que se liciten a mediados del 2022.
En un futuro se estudian como nuevas intervenciones en el aeropuerto la parada de trenes de alta velocidad en el marco del Corredor de la Costa del Sol y la llegada del metro de Málaga, aunque son proyectos sin estudio ni financiación.

## Impacto económico
Según datos del 2006, anteriores a la ampliación, se estima que la producción o actividad económica total asociada al Aeropuerto de Málaga-Costa del Sol ascendería a más de 15 000 millones de euros, en tanto que el VAB superaría los 7 500 millones de euros, el 45,9 % debido a efectos inducidos y el 48% debido a efectos indirectos, asociados en gran parte a la actividad turística.
La participación del VAB asociado a la actividad del Aeropuerto en el conjunto de la producción malagueña superaría el 25 %. Por su parte la aportación al VAB andaluz sería del 5,5 %, lo que pone de manifiesto la importancia del Aeropuerto de Málaga, no solo para la economía local, sino para la economía del conjunto de la comunidad autónoma.

## Aerolíneas y destinos nacionales

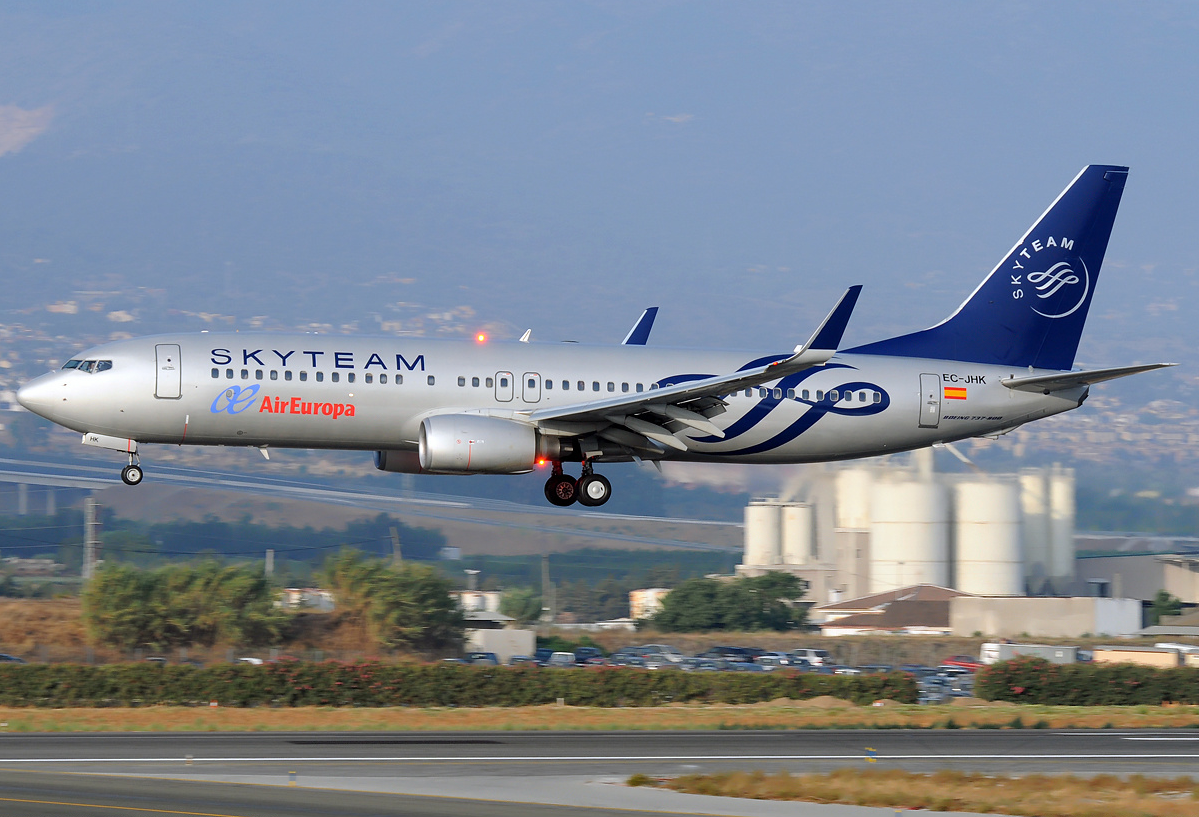
Boeing 737 de Air Europa con los colores de SkyTeam aterrizando en el aeropuerto.

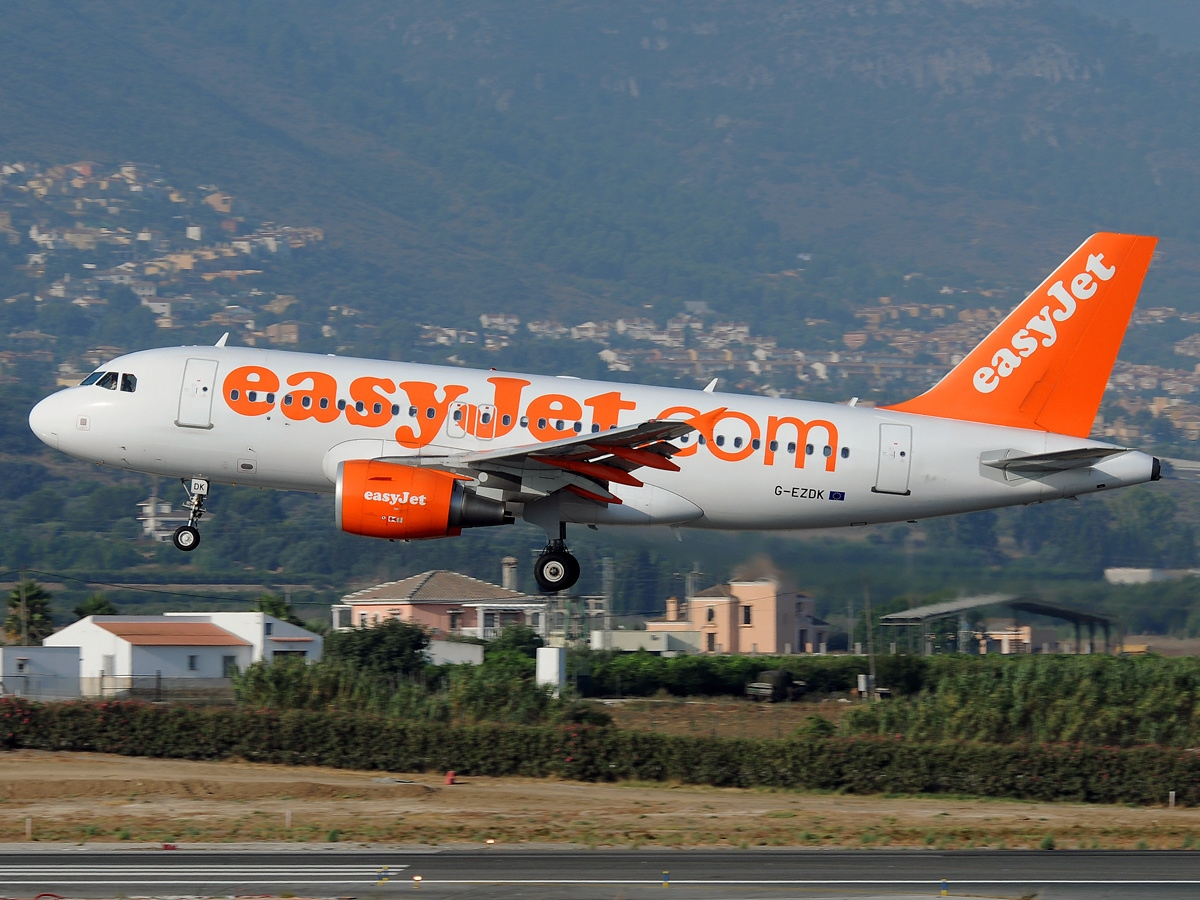
Airbus A319 de EasyJet a punto de aterrizar en el aeropuerto.

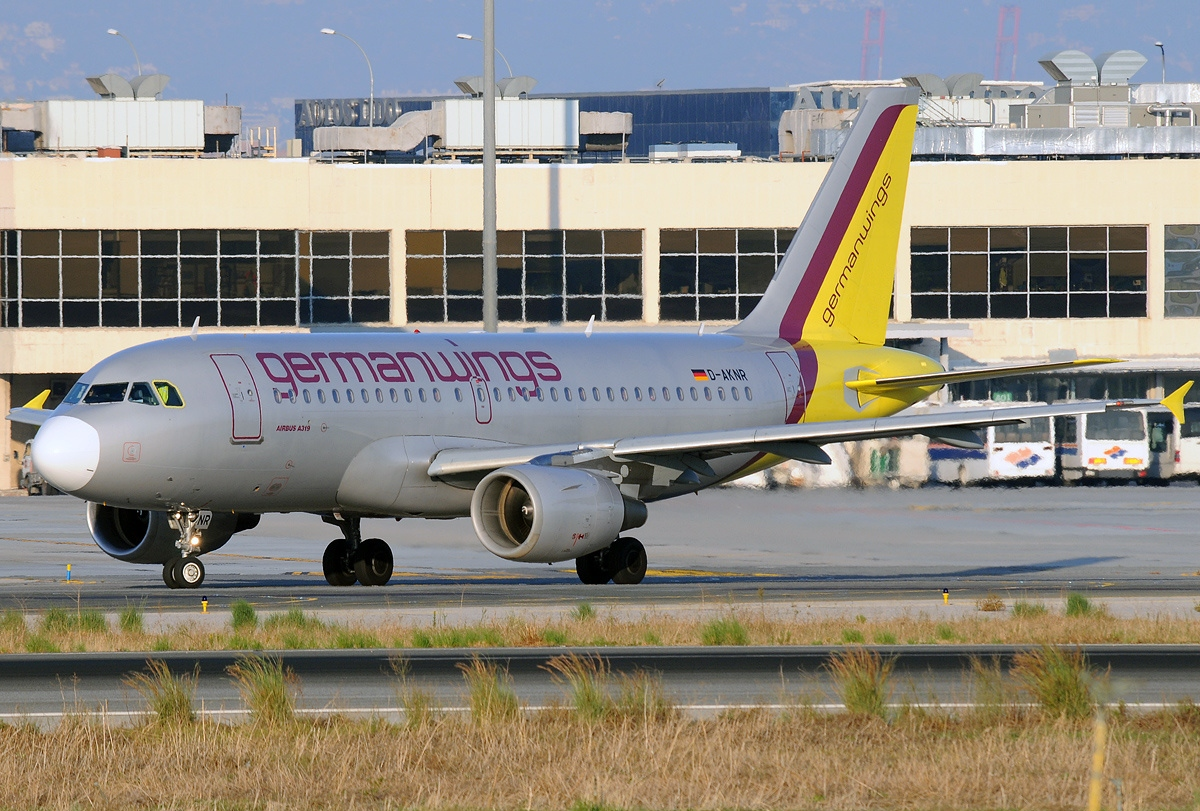
Airbus A319 de Germanwings rodando por la pista con la terminal 1 detrás.

Aerolíneas y destinos a y desde Málaga:

### Destinos nacionales
| Ciudades               | Nombre del aeropuerto                            | Aerolíneas                                            | Aeronaves    | Frecuencias semanales |
| España                 | España                                           | España                                                | España       | España                |
| ---------------------- | ------------------------------------------------ | ----------------------------------------------------- | ------------ | --------------------- |
| Asturias               |                                                  |                                                       |              |                       |
| Avilés                 | Aeropuerto de Asturias                           | Volotea                                               | A3xxceo      |                       |
| Islas Baleares         |                                                  |                                                       |              |                       |
| Ibiza                  | Aeropuerto de Ibiza                              | Air Nostrum (Estacional) Ryanair Vueling (Estacional) | B737 A3xx    |                       |
| Menorca                | Aeropuerto de Menorca                            | Ryanair (Estacional)                                  | B737         |                       |
| Palma de Mallorca      | Aeropuerto de Palma de Mallorca                  | Air Europa (Estacional) Ryanair Vueling               | B737 A32x    |                       |
| Canarias               |                                                  |                                                       |              |                       |
| Fuerteventura          | Aeropuerto de Fuerteventura                      | Vueling                                               | A3xx         |                       |
| Gran Canaria           | Aeropuerto de Gran Canaria                       | Ryanair Vueling                                       | B737 A3xx    |                       |
| Lanzarote              | Aeropuerto César Manrique-Lanzarote              | Ryanair Vueling                                       | B737 A3xx    |                       |
| Tenerife               | Aeropuerto de Tenerife Norte-Ciudad de La Laguna | Vueling                                               | A3xx         |                       |
| Tenerife               | Aeropuerto de Tenerife Sur                       | Ryanair                                               | B737         |                       |
| Cantabria              |                                                  |                                                       |              |                       |
| Santander              | Aeropuerto Seve Ballesteros-Santander            | Ryanair                                               | B737         |                       |
| Castilla y León        |                                                  |                                                       |              |                       |
| León                   | Aeropuerto de León                               | Air Nostrum (Estacional)                              |              |                       |
| Cataluña               |                                                  |                                                       |              |                       |
| Barcelona              | Aeropuerto Josep Tarradellas Barcelona-El Prat   | Ryanair Vueling                                       | B737 A3xx    |                       |
| Ceuta                  |                                                  |                                                       |              |                       |
| Ceuta                  | Helipuerto de Ceuta                              | Hélity                                                | AW139        |                       |
| Galicia                |                                                  |                                                       |              |                       |
| La Coruña              | Aeropuerto de La Coruña                          | Volotea                                               | A3xxceo      |                       |
| Santiago de Compostela | Aeropuerto Santiago de Compostela                | Ryanair Vueling                                       | B737 A3xx    |                       |
| Comunidad de Madrid    |                                                  |                                                       |              |                       |
| Madrid                 | Aeropuerto Adolfo Suárez Madrid-Barajas          | Air Europa Iberia Express                             | B737 A32x    |                       |
| Melilla                |                                                  |                                                       |              |                       |
| Melilla                | Aeropuerto de Melilla                            | Air Nostrum                                           | ATR 72-600   | L M X J V S D         |
| País Vasco             |                                                  |                                                       |              |                       |
| Bilbao                 | Aeropuerto de Bilbao                             | Volotea Vueling                                       | A3xxceo A3xx | L M X J V S D         |
| San Sebastián          | Aeropuerto de San Sebastián                      | Volotea (Estacional)                                  | A3xxceo      | L M X J V S D         |
| Vitoria                | Aeropuerto de Vitoria                            | Ryanair (Estacional)                                  | B737         | LM X J V S D          |
| Comunidad Valenciana   |                                                  |                                                       |              |                       |
| Valencia               | Aeropuerto de Valencia                           | Air Nostrum Ryanair                                   | B737         |                       |

## Aerolíneas y destinos internacionales
Las siguientes aerolíneas operan de forma regular desde el aeropuerto de Málaga:

### Destinos internacionales
| Ciudades por países       | Nombre del aeropuerto                                  | Aerolíneas                                                                        | Aeronaves           | Frecuencias semanales |
| África                    | África                                                 | África                                                                            | África              | África                |
| ------------------------- | ------------------------------------------------------ | --------------------------------------------------------------------------------- | ------------------- | --------------------- |
| Egipto                    |                                                        |                                                                                   |                     |                       |
| El Cairo                  | Aeropuerto Internacional de El Cairo                   | Air Cairo                                                                         |                     |                       |
| Luxor                     | Aeropuerto Internacional de Luxor                      | Air Cairo                                                                         |                     |                       |
| Marruecos                 |                                                        |                                                                                   |                     |                       |
| Casablanca                | Aeropuerto Internacional Mohammed V                    | Air Arabia Maroc Air Nostrum (Estacional) Royal Air Maroc                         | A320-214            |                       |
| Fez                       | Aeropuerto de Fez-Saïss                                | Ryanair                                                                           | B737                |                       |
| Marrakech                 | Aeropuerto de Marrakech-Menara                         | easyJet Europe (Estacional) Ryanair                                               | A3xx B737           |                       |
| Rabat                     | Aeropuerto de Rabat-Salé                               | Ryanair                                                                           | B737                |                       |
| Tánger                    | Aeropuerto de Tánger-Ibn Battuta                       | Air Nostrum (Estacional) Ryanair                                                  | B737                |                       |
| Tetuán                    | Aeropuerto de Tetuán-Sania Ramel                       | Ryanair                                                                           | B737                |                       |
| América del Norte         |                                                        |                                                                                   |                     |                       |
| Canadá                    |                                                        |                                                                                   |                     |                       |
| Montreal                  | Aeropuerto Internacional Pierre Elliott Trudeau        | Air Transat                                                                       |                     |                       |
| Estados Unidos            |                                                        |                                                                                   |                     |                       |
| Newark                    | Aeropuerto Internacional Libertad de Newark            | United Airlines (Estacional)                                                      |                     |                       |
| Asia                      |                                                        |                                                                                   |                     |                       |
| Arabia Saudita            |                                                        |                                                                                   |                     |                       |
| Riad                      | Aeropuerto Internacional Rey Khalid                    | Saudia (Estacional)                                                               |                     |                       |
| Catar                     |                                                        |                                                                                   |                     |                       |
| Doha                      | Aeropuerto Internacional Hamad                         | Qatar Airways                                                                     |                     |                       |
| EAU                       |                                                        |                                                                                   |                     |                       |
| Abu Dabi                  | Aeropuerto Internacional de Abu Dabi                   | Etihad Airways (Estacional)                                                       |                     |                       |
| Israel                    |                                                        |                                                                                   |                     |                       |
| Tel Aviv                  | Aeropuerto Internacional Ben Gurión                    | Israir (Estacional)                                                               | A320-232            |                       |
| Kuwait                    |                                                        |                                                                                   |                     |                       |
| Ciudad de Kuwait          | Aeropuerto Internacional de Kuwait                     | Kuwait Airways (Estacional)                                                       |                     |                       |
| Europa                    |                                                        |                                                                                   |                     |                       |
| Alemania                  |                                                        |                                                                                   |                     |                       |
| Berlín                    | Aeropuerto de Berlín-Brandeburgo Willy Brandt          | easyJet Europe Eurowings Ryanair                                                  | A3xx B737           |                       |
| Bremen                    | Aeropuerto de Bremen                                   | Ryanair                                                                           | B737                |                       |
| Colonia                   | Aeropuerto de Colonia-Bonn                             | Eurowings Ryanair                                                                 | A3xx B737           |                       |
| Dusseldorf                | Aeropuerto Internacional de Dusseldorf                 | Eurowings                                                                         | A3xx                |                       |
| Dusseldorf                | Aeropuerto de Dusseldorf-Weeze                         | Ryanair                                                                           | B737                |                       |
| Fráncfort                 | Aeropuerto de Fráncfort del Meno                       | Lufthansa                                                                         |                     |                       |
| Hahn                      | Aeropuerto de Fráncfort-Hahn                           | Ryanair                                                                           | B737                |                       |
| Hamburgo                  | Aeropuerto de Hamburgo                                 | Eurowings                                                                         | A3xx                |                       |
| Hannover                  | Aeropuerto de Hannover                                 | Eurowings (Estacional)                                                            | A3xx                |                       |
| Karlsruhe                 | Aeropuerto de Karlsruhe-Baden Baden                    | Ryanair                                                                           | B737                |                       |
| Lübeck                    | Aeropuerto de Lübeck                                   | Ryanair (Estacional)                                                              | B737                |                       |
| Memmingen                 | Aeropuerto de Memmingen                                | Ryanair                                                                           | B737                |                       |
| Múnich                    | Aeropuerto Internacional de Múnich-Franz Josef Strauss | Lufthansa Norwegian (Estacional)                                                  | B737                |                       |
| Münster                   | Aeropuerto de Münster/Osnabrück                        | Ryanair (Estacional)                                                              | B737                |                       |
| Núremberg                 | Aeropuerto de Núremberg                                | Ryanair                                                                           | B737                |                       |
| Paderborn                 | Aeropuerto de Paderborn-Lippstadt                      | Ryanair (Estacional)                                                              | B737                |                       |
| Stuttgart                 | Aeropuerto de Stuttgart                                | Eurowings                                                                         | A3xx                |                       |
| Austria                   |                                                        |                                                                                   |                     |                       |
| Viena                     | Aeropuerto de Viena-Schwechat                          | Austrian Airlines Ryanair Wizz Air                                                | B737 A32x           |                       |
| Bélgica                   |                                                        |                                                                                   |                     |                       |
| Amberes                   | Aeropuerto de Amberes-Deurne                           | TUI fly Belgium                                                                   |                     |                       |
| Bruselas                  | Aeropuerto de Bruselas-National                        | Brussels Airlines Ryanair Transavia TUI fly Belgium Vueling                       | A3xx B737 A3xx      |                       |
| Charleroi                 | Aeropuerto de Bruselas Sur                             | Ryanair TUI fly Belgium                                                           | B737                |                       |
| Lieja                     | Aeropuerto de Lieja                                    | TUI fly Belgium                                                                   |                     |                       |
| Ostende                   | Aeropuerto Internacional de Ostende-Brujas             | TUI fly Belgium                                                                   |                     |                       |
| Bulgaria                  |                                                        |                                                                                   |                     |                       |
| Sofía                     | Aeropuerto de Sofía                                    | Bulgaria Air Ryanair Wizz Air                                                     | B737 A32x           |                       |
| Croacia                   |                                                        |                                                                                   |                     |                       |
| Zagreb                    | Aeropuerto de Zagreb-Franjo Tuđman                     | Ryanair                                                                           | B737                |                       |
| Dinamarca                 |                                                        |                                                                                   |                     |                       |
| Aalborg                   | Aeropuerto de Aalborg                                  | Norwegian                                                                         | B737                |                       |
| Aarhus                    | Aeropuerto de Aarhus                                   | Norwegian (Estacional) Ryanair                                                    | B737                |                       |
| Billund                   | Aeropuerto de Billund                                  | Norwegian (Estacional)                                                            | B737                |                       |
| Copenhague                | Aeropuerto de Copenhague-Kastrup                       | Norwegian Ryanair SAS                                                             | B737 A3xx           |                       |
| Estonia                   |                                                        |                                                                                   |                     |                       |
| Tallin                    | Aeropuerto de Tallin                                   | airBaltic                                                                         |                     |                       |
| Finlandia                 |                                                        |                                                                                   |                     |                       |
| Helsinki                  | Aeropuerto de Helsinki-Vantaa                          | Finnair Norwegian                                                                 | B737                |                       |
| Tampere                   | Aeropuerto de Tampere-Pirkkala                         | airBaltic                                                                         | A220-371            |                       |
| Francia                   |                                                        |                                                                                   |                     |                       |
| Beauvais                  | Aeropuerto de París-Beauvais                           | Ryanair                                                                           | B737                |                       |
| Brest                     | Aeropuerto de Brest-Bretagne                           | Volotea (Estacional)                                                              | A3xxceo             |                       |
| Burdeos                   | Aeropuerto de Burdeos-Mérignac                         | Volotea (Estacional)                                                              | A3xxceo             |                       |
| Estrasburgo               | Aeropuerto de Estrasburgo                              | Volotea (Estacional)                                                              | A3xxceo             |                       |
| Lille                     | Aeropuerto de Lille-Lesquin                            | Volotea (Estacional)                                                              | A3xxceo             |                       |
| Lyon                      | Aeropuerto de Lyon-Saint Exupéry                       | easyJet Europe (Estacional) Transavia (Estacional) Volotea (Estacional)           | A3xx A3xxceo        |                       |
| Marsella                  | Aeropuerto de Marsella-Provenza                        | Ryanair                                                                           | B737                |                       |
| Nantes                    | Aeropuerto de Nantes-Atlantique                        | easyJet Europe (Estacional) Volotea (Estacional)                                  | A3xx A3xxceo        |                       |
| Niza                      | Aeropuerto Internacional de Niza-Costa Azul            | Air Nostrum (Estacional) easyJet Europe (Estacional)                              | A3xx                |                       |
| París                     | Aeropuerto Internacional de París-Charles de Gaulle    | Air France easyJet Europe                                                         | A3xx                |                       |
| París                     | Aeropuerto de París-Orly                               | Transavia Vueling                                                                 | A3xx                |                       |
| Toulouse                  | Aeropuerto de Toulouse-Blagnac                         | Volotea (Estacional)                                                              | A3xxceo             |                       |
| Grecia                    |                                                        |                                                                                   |                     |                       |
| Atenas                    | Aeropuerto Internacional Eleftherios Venizelos         | easyJet Europe (Estacional) Aegean Airlines (Estacional)                          | A3xx A32x           |                       |
| Guernsey                  |                                                        |                                                                                   |                     |                       |
| Guernsey                  | Aeropuerto de Guernsey                                 | British Airways (Chárter Estacional)                                              |                     |                       |
| Hungría                   |                                                        |                                                                                   |                     |                       |
| Budapest                  | Aeropuerto de Budapest-Ferenc Liszt                    | Ryanair Wizz Air                                                                  | B737 A32x           |                       |
| Irlanda                   |                                                        |                                                                                   |                     |                       |
| Cork                      | Aeropuerto de Cork                                     | Aer Lingus Ryanair                                                                | A3xx B737           |                       |
| Dublín                    | Aeropuerto de Dublín                                   | Aer Lingus Ryanair                                                                | A3xx B737           |                       |
| Knock                     | Aeropuerto de Irlanda Oeste                            | Ryanair                                                                           | B737                |                       |
| Shannon                   | Aeropuerto de Shannon                                  | Ryanair                                                                           | B737                |                       |
| Irlanda del Norte         |                                                        |                                                                                   |                     |                       |
| Belfast                   | Aeropuerto Internacional de Belfast                    | easyJet Jet2.com (Estacional) Ryanair                                             | A3xx B737           |                       |
| Isla de Man               |                                                        |                                                                                   |                     |                       |
| Isla de Man               | Aeropuerto de la Isla de Man                           | British Airways (Chárter Estacional)                                              |                     |                       |
| Islandia                  |                                                        |                                                                                   |                     |                       |
| Reikiavik                 | Aeropuerto Internacional de Keflavík                   | Play                                                                              | A32x-251N           |                       |
| Italia                    |                                                        |                                                                                   |                     |                       |
| Bari                      | Aeropuerto de Bari-Palese                              | Ryanair (Estacional)                                                              | B737                |                       |
| Bérgamo                   | Aeropuerto de Bérgamo-Orio al Serio                    | Ryanair                                                                           | B737                |                       |
| Bolonia                   | Aeropuerto de Bolonia                                  | Ryanair                                                                           | B737                |                       |
| Milán                     | Aeropuerto de Milán-Malpensa                           | easyJet Europe Ryanair Wizz Air                                                   | A3xx B737 A32x      |                       |
| Nápoles                   | Aeropuerto de Nápoles-Capodichino                      | Ryanair                                                                           | B737                |                       |
| Pisa                      | Aeropuerto de Pisa                                     | Ryanair                                                                           | B737                |                       |
| Roma                      | Aeropuerto de Roma-Fiumicino                           | Ryanair Vueling Wizz Air                                                          | B737 A3xx A32x      |                       |
| Treviso                   | Aeropuerto de Sant'Angelo Treviso                      | Ryanair                                                                           | B737                |                       |
| Turín                     | Aeropuerto de Turín-Caselle                            | Ryanair (Estacional)                                                              | B737                |                       |
| Jersey                    |                                                        |                                                                                   |                     |                       |
| Jersey                    | Aeropuerto de Jersey                                   | British Airways (Chárter Estacional)                                              |                     |                       |
| Letonia                   |                                                        |                                                                                   |                     |                       |
| Riga                      | Aeropuerto Internacional de Riga                       | airBaltic Ryanair                                                                 | A220-371 B737       |                       |
| Lituania                  |                                                        |                                                                                   |                     |                       |
| Kaunas                    | Aeropuerto de Kaunas                                   | Ryanair                                                                           | B737                |                       |
| Vilna                     | Aeropuerto de Vilna                                    | airBaltic (Estacional) Wizz Air                                                   | A220-371 A32x       |                       |
| Luxemburgo                |                                                        |                                                                                   |                     |                       |
| Luxemburgo                | Aeropuerto de Luxemburgo                               | Luxair                                                                            |                     |                       |
| Noruega                   |                                                        |                                                                                   |                     |                       |
| Bergen                    | Aeropuerto de Bergen-Flesland                          | Norwegian SAS                                                                     | B737 A3xx           |                       |
| Haugesund                 | Aeropuerto de Haugesund-Karmøy                         | Norwegian (Estacional)                                                            | B737                |                       |
| Oslo                      | Aeropuerto de Oslo-Gardermoen                          | Norwegian SAS                                                                     | B737 A3xx           |                       |
| Sandefjord                | Aeropuerto de Sandefjord-Torp                          | Norwegian Ryanair                                                                 | B737                |                       |
| Trondheim                 | Aeropuerto de Trondheim-Værnes                         | Norwegian                                                                         | B737                |                       |
| Países Bajos              |                                                        |                                                                                   |                     |                       |
| Ámsterdam                 | Aeropuerto de Ámsterdam-Schipol                        | Corendon Dutch Airlines (Estacional) easyJet Europe KLM Ryanair Transavia Vueling | A3xx B737 A3xx      |                       |
| Eindhoven                 | Aeropuerto de Eindhoven                                | Ryanair Transavia                                                                 | B737                |                       |
| Róterdam                  | Aeropuerto de Róterdam-La Haya                         | Transavia                                                                         |                     |                       |
| Polonia                   |                                                        |                                                                                   |                     |                       |
| Breslavia                 | Aeropuerto de Breslavia-Copérnico                      | Ryanair Wizz Air                                                                  | B737 A32x           |                       |
| Cracovia                  | Aeropuerto Internacional Juan Pablo II                 | Ryanair Wizz Air                                                                  | B737 A32x           |                       |
| Gdańsk                    | Aeropuerto de Gdańsk-Lech Wałęsa                       | Ryanair Wizz Air                                                                  | B737 A32x           |                       |
| Katowice                  | Aeropuerto Internacional de Katowice                   | Wizz Air                                                                          | A32x                |                       |
| Lodz                      | Aeropuerto de Łódź-Władysław Reymont                   | Ryanair                                                                           | B737                |                       |
| Poznan                    | Aeropuerto de Poznan-Ławica (Polonia)                  | Ryanair                                                                           | B737                |                       |
| Varsovia                  | Aeropuerto de Varsovia-Chopin                          | LOT Polish Airlines (inicia 15 de enero del 2026) Ryanair (Estacional) Wizz Air   | B737 A32x           |                       |
| Varsovia                  | Aeropuerto de Varsovia-Modlin                          | Ryanair                                                                           | B737                |                       |
| Portugal                  |                                                        |                                                                                   |                     |                       |
| Funchal                   | Aeropuerto de Madeira                                  | Air Nostrum (Estacional)                                                          |                     |                       |
| Lisboa                    | Aeropuerto de Lisboa                                   | Ryanair TAP Portugal                                                              | B737 A3xx           |                       |
| Oporto                    | Aeropuerto de Oporto-Francisco Sá Carneiro             | Ryanair                                                                           | B737                |                       |
| Reino Unido               |                                                        |                                                                                   |                     |                       |
| Aberdeen                  | Aeropuerto de Aberdeen                                 | Ryanair (Estacional)                                                              | B737                |                       |
| Birmingham                | Aeropuerto de Birmingham                               | easyJet Jet2.com Ryanair TUI Airways]                                             | A3xx B737 B7x7      |                       |
| Bournemouth               | Aeropuerto Internacional de Bournemouth                | Jet2.com (Estacional) (inicia 24 de julio de 2026) Ryanair                        | B737                |                       |
| Bristol                   | Aeropuerto Internacional de Bristol                    | easyJet Jet2.com Ryanair TUI Airways] (Estacional)                                | A3xx B737 B7x7      |                       |
| Cardiff                   | Aeropuerto Internacional de Cardiff                    | Ryanair (Estacional) TUI Airways Vueling (Estacional)                             | B737 B7x7 A3xx      |                       |
| Darlington                | Aeropuerto Internacional de Teesside                   | Ryanair (Estacional)                                                              | B737                |                       |
| Edimburgo                 | Aeropuerto de Edimburgo                                | Jet2.com Ryanair                                                                  | B737                |                       |
| Exeter                    | Aeropuerto Internacional de Exeter                     | Ryanair                                                                           | B737                |                       |
| Glasgow                   | Aeropuerto Internacional de Glasgow                    | easyJet Jet2.com Ryanair TUI Airways                                              | A3xx B737 B7x7      |                       |
| Glasgow                   | Aeropuerto de Glasgow Prestwick                        | Ryanair                                                                           | B737                |                       |
| Leeds                     | Aeropuerto de Leeds-Bradford                           | easyJet (Estacional) Jet2.com Ryanair                                             | A3xx B737           |                       |
| Liverpool                 | Aeropuerto de Liverpool-John Lennon                    | easyJet Jet2.com Ryanair                                                          | A3xx B737           |                       |
| Londres                   | Aeropuerto de la Ciudad de Londres                     | British Airways                                                                   |                     |                       |
| Londres                   | Aeropuerto de Londres-Gatwick                          | British Airways easyJet TUI Airways Vueling Wizz Air                              | A3xx B7x7 A3xx A32x |                       |
| Londres                   | Aeropuerto de Londres-Heathrow                         | British Airways                                                                   |                     |                       |
| Londres                   | Aeropuerto de Londres-Luton                            | easyJet Ryanair                                                                   | A3xx B737           |                       |
| Londres                   | Aeropuerto de Londres-Southend                         | easyJet (Estacional)                                                              | A3xx                |                       |
| Londres                   | Aeropuerto de Londres-Stansted                         | Jet2.com Ryanair                                                                  | B737                |                       |
| Mánchester                | Aeropuerto de Mánchester                               | easyJet Jet2.com Ryanair TUI Airways                                              | A3xx B737 B7x7      |                       |
| Newcastle upon Tyne       | Aeropuerto de Newcastle upon Tyne                      | easyJet (Estacional) Jet2.com Ryanair TUI Airways] (Estacional)                   | A3xx B737 B7x7      |                       |
| Newquay                   | Aeropuerto de Newquay                                  | Ryanair                                                                           | B737                |                       |
| Nottingham                | Aeropuerto de East Midlands                            | Jet2.com Ryanair TUI Airways]                                                     | B737 B7x7           |                       |
| República Checa           |                                                        |                                                                                   |                     |                       |
| Brno                      | Aeropuerto de Brno-Tuřany                              | Ryanair (Estacional)                                                              | B737                |                       |
| Ostrava                   | Aeropuerto de Ostrava-Leoš Janáček                     | Ryanair (Estacional)                                                              | B737                |                       |
| Praga                     | Aeropuerto de Praga                                    | Eurowings Ryanair Smartwings                                                      | A3xx B737           |                       |
| Rumania                   |                                                        |                                                                                   |                     |                       |
| Bucarest                  | Aeropuerto Internacional de Bucarest-Henri Coandă      | HiSky (Estacional) Ryanair Wizz Air                                               | B737 A32x           |                       |
| Cluj-Napoca               | Aeropuerto de Cluj-Napoca                              | Wizz Air                                                                          | A32x                |                       |
| Serbia                    |                                                        |                                                                                   |                     |                       |
| Belgrado                  | Aeropuerto de Belgrado-Nikola Tesla                    | Air Serbia                                                                        |                     |                       |
| Suecia                    |                                                        |                                                                                   |                     |                       |
| Estocolmo                 | Aeropuerto de Estocolmo-Arlanda                        | Norwegian Ryanair SAS                                                             | B737 A3xx           |                       |
| Estocolmo                 | Aeropuerto de Estocolmo-Skavsta                        | Norwegian                                                                         | B737                |                       |
| Estocolmo                 | Aeropuerto de Estocolmo-Västerås                       | Ryanair (Estacional)                                                              | B737                |                       |
| Gotemburgo                | Aeropuerto de Gotemburgo-Landvetter                    | Norwegian Ryanair SAS                                                             | B737 A3xx           |                       |
| Växjö                     | Aeropuerto de Växjö-Småland                            | Norwegian (Estacional)                                                            | B737                |                       |
| Suiza                     |                                                        |                                                                                   |                     |                       |
| Ginebra                   | Aeropuerto de Ginebra                                  | easyJet Switzerland Swiss                                                         | A3xx A              |                       |
| Zúrich                    | Aeropuerto Internacional de Zúrich                     | easyJet Switzerland (Estacional) Swiss                                            | A3xx A              |                       |
| Suiza Francia Alemania    |                                                        |                                                                                   |                     |                       |
| Basilea/Mulhouse/Friburgo | Aeropuerto de Basilea-Mulhouse-Friburgo                | easyJet Switzerland                                                               | A3xx                |                       |
| Turquía                   |                                                        |                                                                                   |                     |                       |
| Estambul                  | Aeropuerto de Estambul                                 | Turkish Airlines                                                                  |                     |                       |

## Estadísticas del tráfico aéreo
|                          |
| Actualizado: enero 2025. |

Mapa de Cercanías Málaga

* Hay que tener en cuenta que el menor dato de 2020 y 2021 se debe a la pandemia por COVID-19, que provocó la imposición de restricciones a la movilidad nacional e internacional para impedir la expansión del virus.

## Aeropuerto alternativo del Aeropuerto de Melilla
El Aeropuerto de Málaga-Costa del Sol recibe los desvíos de las 9 rutas comerciales de la Ciudad Autónoma de Melilla cuando es imposible aterrizar en el Aeropuerto de Melilla.
La causa principal de los desvíos es la aproximación VOR que sólo permite a las aeronaves bajar a una altitud mínima de 1.150 pies (380 m.) y si no se tiene contacto visual con el terreno o el mar, se ha de frustrar la maniobra y desviar el vuelo al aeropuerto alternativo. La nubosidad típica propia del viento del Este (de levante), hace que en la mayoría de los casos el techo de nubes, es decir la base o parte más baja de éstas, se sitúen a una altitud de unos 800 o 900 pies (entre 260-300 metros), esto significa que está casi cubierto a 900 pies.
Este problema se podría solucionar publicando una nueva aproximación sobre el mar basada en GPS, que se está extendiendo bastante en el resto del mundo como son las RNAV y confeccionarla de tal manera que su altitud mínima estuviera a unos 600-700 pies y su punto de frustrada estuviera más cerca de Melilla. Con esto se conseguiría reducir las cifras de cancelaciones y desvíos de vuelos en un gran número de casos.

## Uso militar. Base aérea San Julián

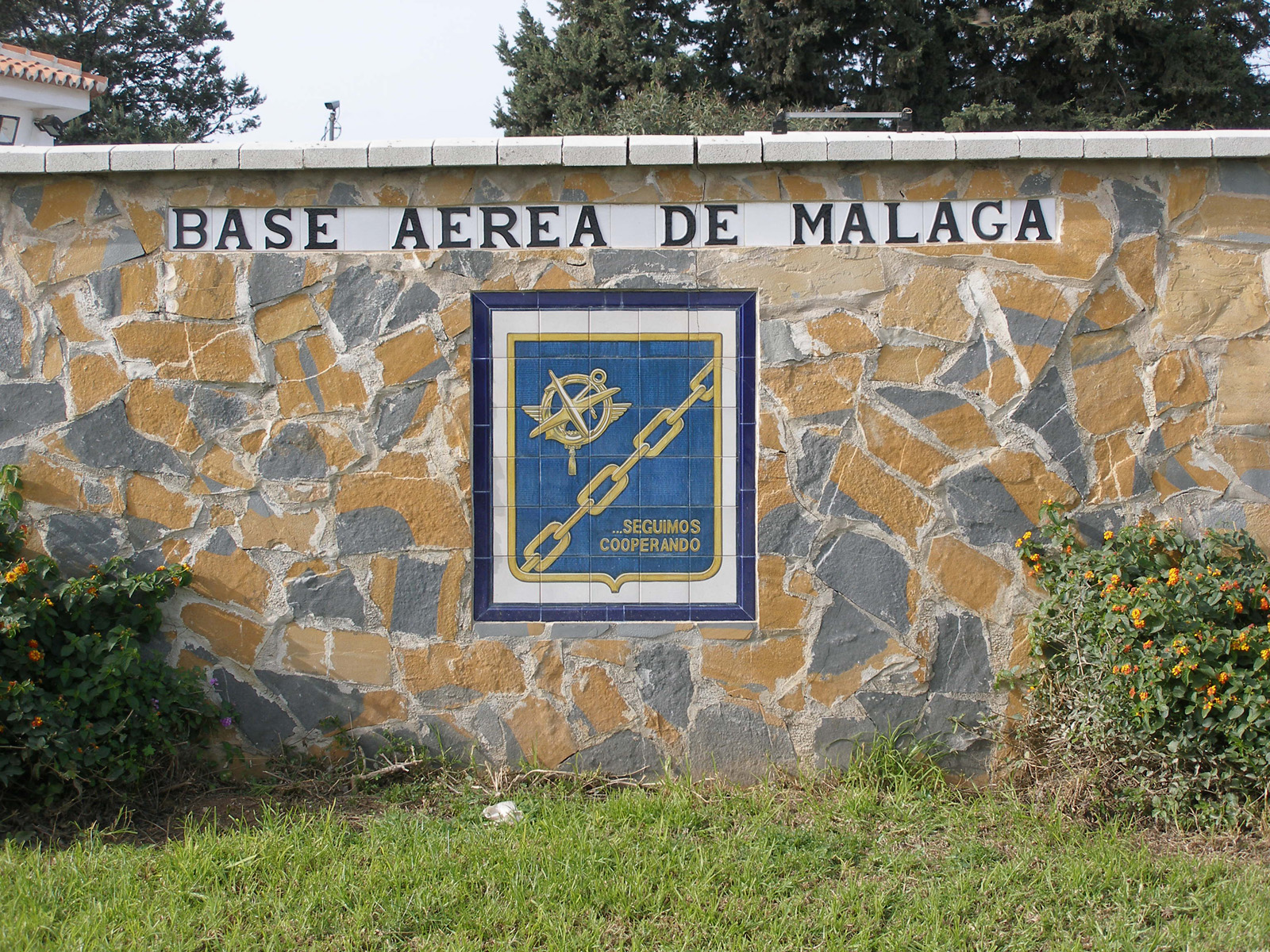
Escudo de la Base Aérea de Málaga.

A partir del 18 de julio de 1936, día del inicio de la guerra civil española, el aeropuerto se transforma en base aérea y es utilizado para fines castrenses por parte del bando republicano. Su primer mando recayó en Don Abelardo Moreno Miró. Los republicanos mantuvieron el aeropuerto activo hasta la caída de este y la toma de la capital de la provincia por las fuerzas sublevadas, acaecida el 8 de febrero de 1937, siendo el campo de aviación inmediatamente puesto en funcionamiento para su propio uso.
A diferencia de los republicanos, los nacionales usaron el aeródromo con fines logísticos y de apoyo, y no en operaciones puramente militares, a causa del alejamiento del frente. Debido a ello se pensó en crear allí una escuela de tripulantes y observadores y otra de especialistas, ante la carencia de este personal en el Ejército del Aire de los franquistas. Su primer jefe y primer mando de la base después de su toma fue Francisco Iglesias Brage, quien inauguró la nueva base y las escuelas el 9 de febrero de 1938, coincidiendo también la inauguración de una nueva torre de control para la base aérea.
El número de aparatos basados en Málaga en esa época fue bastante grande, viéndose en su plataforma aviones Heinkel HE-46 y HE-43, Bucker BU-131 o Junkers Ju-52, todos ellos destinados a misiones de entrenamiento de los observadores, especialistas y tripulantes del nuevo Ejército del Aire español.
Justo después de la Guerra Civil, el aeródromo adquiere la condición de base aérea militar, y un año antes del fin de los combates empieza a operar de forma exclusiva en "el Rompedizo" la aerolínea civil italiana Ala Littoria.
En la década de los 50 la base aérea sufre diversos cambios tanto en su denominación (el campo de aviación se calificó como aeródromo permanente en enero de 1950 para pasar a ser base aérea un año después) como en su organigrama. En 1950 se traslada la escuela de especialistas al Aeródromo Militar de León (evolucionando en la Academia Básica del Aire y del Espacio) en la Virgen del Camino. En 1957 desaparece la escuela de observadores.
En 1959 se traslada a Málaga el Ala 27 procedente de Morón de la Frontera, estando su flota compuesta por 36 bombarderos Heinkel 111, los cuales aguantarían hasta 1967, año en que se desactiva el Ala 27 y se forma la 515 escuadrilla, formada por aviones E-9 Iberavia y T-6 Texan, más un vetusto Junkers Ju-52 aún en servicio. Esta escuadrilla recibiría al 205 escuadrón destinado a Málaga tres años después, pero a los pocos meses de llegar sería disuelto. La 515 escuadrilla sería la última unidad con aeronaves destinada en la Base Aérea de Málaga: al ser ésta finalmente disuelta en 1973, dejó de albergar aparatos del Ejército del Aire de manera permanente. A partir de ese año y hasta la actualidad, la base tendrá la consideración de "Unidad Aérea de Apoyo Operativo".
En la actualidad el jefe de la Base Aérea de San Julián también es jefe del Sector Aéreo de Málaga y Comandancia Militar Aérea del Aeropuerto de Málaga. Dentro de sus instalaciones se encuentra destinado el Centro de Mantenimiento de Microondas n.º 22, dependiente de la Escuadrilla de Microondas n.º 2 de Sevilla, el cual tiene por misión el mantenimiento de la red militar de comunicaciones. Asimismo en la base se encuentran destacadas permanentemente las unidades de helicópteros de la Policía Nacional y la Guardia Civil, y con carácter temporal, cada verano desde el 2000, un destacamento con dos aeronaves en julio y agosto y uno en junio y septiembre del 43 Grupo del Ejército del Aire, con aviones apagafuegos Canadair CL-215T, para la extinción de posibles incendios en toda Andalucía.
Las instalaciones militares se encuentran al oeste de la pista, mientras que todo el aeropuerto civil se encuentra al este. Las operaciones militares y civiles habituales sólo coinciden en la pista.

## Accidentes e incidentes notables
El 13 de septiembre de 1964 un Fokker F27 Friendship de la compañía Balair intentó el aterrizaje desde excesiva altitud, lo que provocó que el piloto realizase una fuerte bajada, consiguiendo posar el avión en la pista pero fracturando una de las alas. No hubo fallecidos.
El 20 de diciembre de 1970 un Douglas DC-6B de la aerolínea belga Sobelair regresó a Málaga debido al mal tiempo. Un error del sistema hidráulico produjo un fallo en el tren de aterrizaje izquierdo principal, que causó que el avión volcase a la izquierda durante la maniobra de aterrizaje. Tampoco hubo víctimas mortales.
A las 10:00 AM hora local del 13 de septiembre de 1982, un DC-10 de la compañía Spantax que cubría la ruta Málaga - Nueva York abortó la maniobra de despegue demasiado tarde; el avión no tuvo espacio suficiente para frenar y salió por el final de la pista a una velocidad de 204 km/h y tras colisionar con una caseta de hormigón que formaba parte del sistema ILS y tres vehículos al atravesar la autovía N-340, se detuvo a unos 450 metros de la pista, incendiándose. Como resultado del trágico suceso fallecieron cincuenta personas.
El 29 de agosto de 2001 un CASA 235 de Binter Mediterráneo procedente del Aeropuerto de Melilla sufrió un fallo de motor durante la maniobra de aproximación al aeropuerto, tocando tierra cerca del sur de la cabecera de la pista, deslizándose hasta detenerse violentamente a menos de 50 metros del límite del recinto aeroportuario. Fallecieron cuatro de los cuarenta y siete ocupantes del aparato.

## Conexiones de transporte público

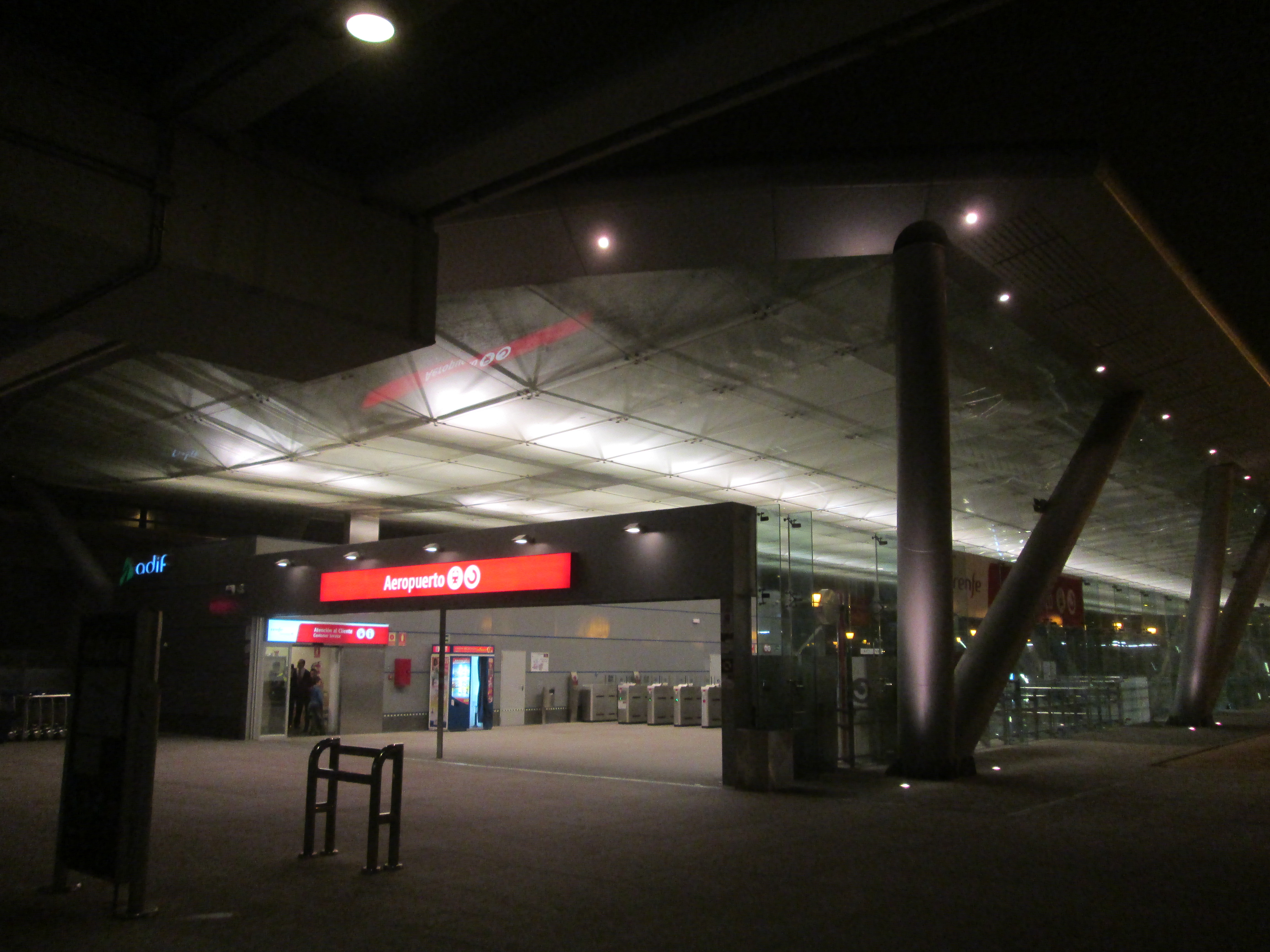
Estación de Aeropuerto (Cercanías Málaga)

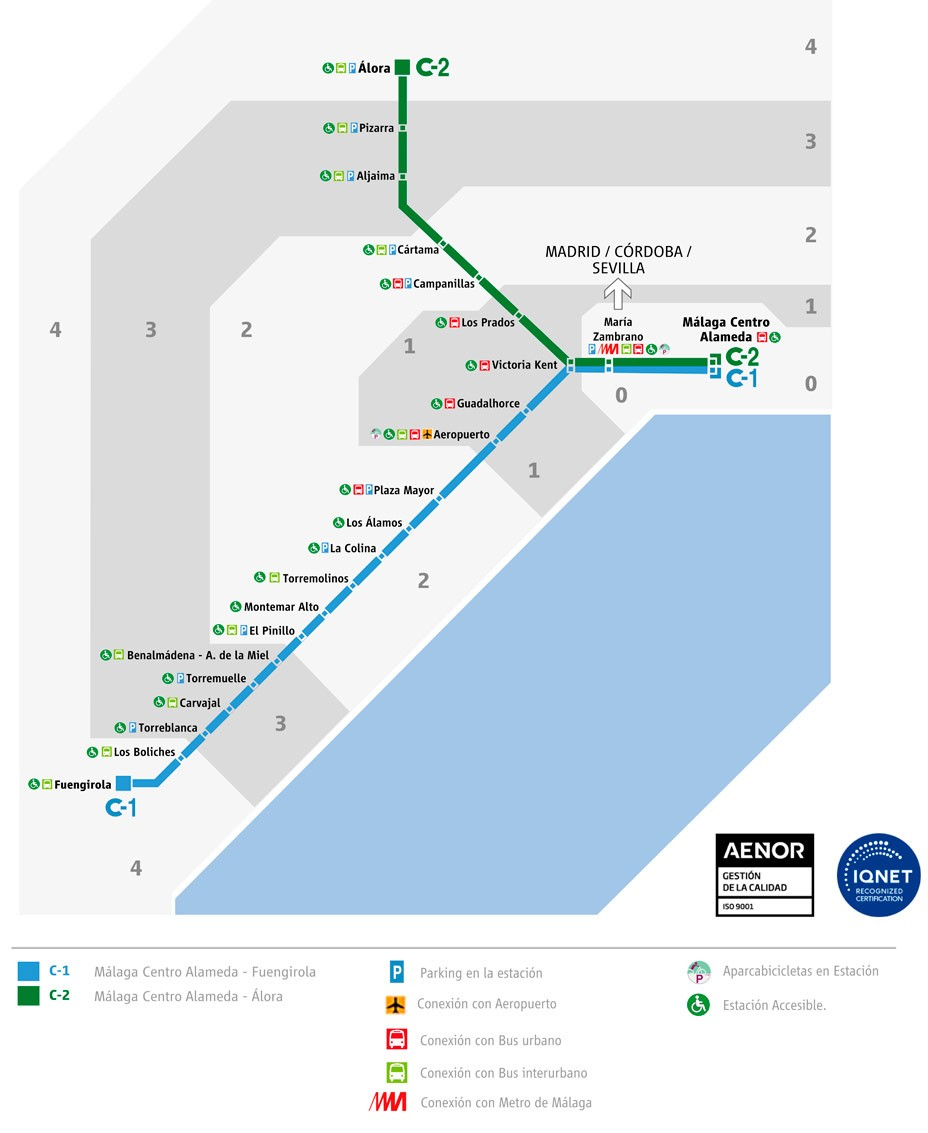
Plano de Cercanías Málaga

### Línea C-1 Málaga - Aeropuerto - Fuengirola
Comunica la Estación de Málaga-Centro-Alameda con el Aeropuerto de Málaga-Costa del Sol y el suroeste de la Costa del Sol hasta llegar a Fuengirola. Su frecuencia es de un tren cada 20 minutos en ambos sentidos.
| Málaga - Aeropuerto - Fuengirola |
| Málaga-Centro-Alameda · Málaga-María Zambrano · Victoria Kent · Guadalhorce · Aeropuerto · San Julián · Plaza Mayor · Los Álamos · La Colina · Torremolinos · Montemar-Alto · El Pinillo · Benalmádena-Arroyo de la Miel · Torremuelle · Carvajal · Torreblanca · Los Boliches · Fuengirola |

### Líneas de autobuses
Tras un acuerdo de colaboración entre el Consorcio de Transporte Metropolitano del Área de Málaga, la Empresa Malagueña de Transportes SAM, y el operador de autobuses Portillo Avanza, ha entrado en funcionamiento un nuevo Punto de Información al Público y Venta de Billetes de autobús en el Aeropuerto de Málaga–Costa del Sol. Situado a la salida de la terminal T3 (Llegadas), ofrecerá a turistas y residentes la posibilidad de adquirir de forma inmediata el Billete Único, que ofrece importantes descuentos en las líneas interurbanas gestionados por el Consorcio de Transporte Metropolitano del Área de Málaga, la Tarjeta Bus de los autobuses urbanos de la ciudad de Málaga y los billetes de las líneas de Portillo Avanza de conexión directa desde el aeropuerto hacia la Costa del Sol.
Con este nuevo Punto de Información y Venta se ofrece a los turistas que acceden desde el Aeropuerto que puedan llegar a sus destinos definitivos en transporte público directamente desde el aeropuerto, o planificar sus rutas por la ciudad de Málaga y por las demás localidades de la Costa del Sol.
Se puede acceder al aeropuerto mediante las siguientes líneas de autobuses interurbanos adscritas al Consorcio de Transporte Metropolitano del Área de Málaga
| Líneas urbanas | Líneas urbanas                | Líneas urbanas | Líneas urbanas                |
| Línea          | Trayecto                      | Recorrido      | Frecuencia Media (Laborables) |
| -------------- | ----------------------------- | -------------- | ----------------------------- |
| A Express      | Paseo del Parque - Aeropuerto | Recorrido      | 30 minutos                    |

| Líneas interurbanas | Líneas interurbanas                                 | Líneas interurbanas |
| Línea               | Trayecto                                            | Información         |
| ------------------- | --------------------------------------------------- | ------------------- |
| M-128               | Aeropuerto-Torremolinos-Benalmádena Costa           | Horarios y Paradas  |
| M-135               | Málaga-Aeropuerto-Alhaurín de la Torre-Santa Amalia | Horarios y Paradas  |
|                     | Aeropuerto-Algeciras                                | Horarios            |
|                     | Aeropuerto-Estepona                                 | Horarios            |
|                     | Aeropuerto-Granada                                  | Alsa.es             |
|                     | Aeropuerto-Marbella                                 | Horarios            |
|                     | Aeropuerto-Sevilla                                  | Alsa.es             |

El aeropuerto de Málaga, por su ubicación, permite llegar fácilmente a la amplia mayoría de destinos de costa de la provincia. El destino más lejano al aeropuerto, Estepona, queda a tan solo una hora de viaje. Otros destinos como Marbella y Benalmádena quedan a poco más de media hora. Municipios como Coín o Alhaurín de la Torre están a una distancia del aeropuerto de menos de media hora, mientras que llegar a Ronda lleva hora y media. Todos estos trayectos también pueden efectuarse en taxi, gracias a la multitud de compañías existentes desde/al aeropuerto.